# 向峨乡
向峨乡，是中华人民共和国四川省成都市都江堰市曾经下辖的一个乡。2019年12月，撤销向峨乡、蒲阳镇，设立蒲阳街道，以原向峨乡和原蒲阳镇所属行政区域为蒲阳街道的行政区域。

## 行政区划
向峨乡撤销前下辖以下地区：
爱莲社区、鹿池社区村、茶房社区村、东林社区村、红光社区村、石翁社区村、龙竹社区村、海虹社区村、棋盘社区村、石花社区村、莲月社区村、石碑社区村和红火社区村。